# Indonesische Overzeese Bank

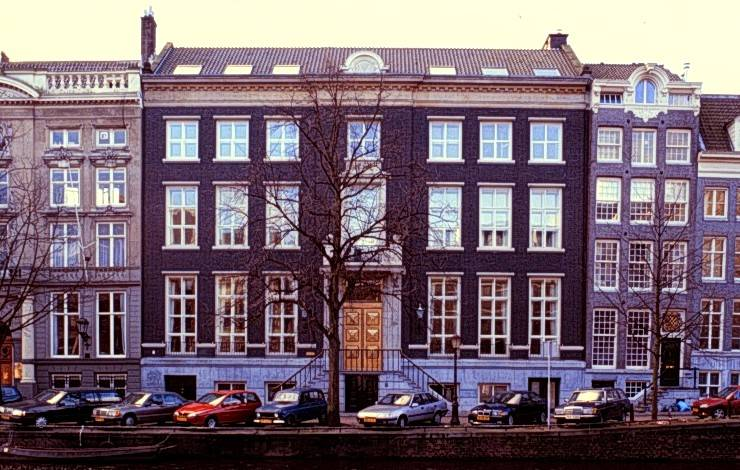
Keizersgracht 666-668, kantoorgebouw "De Javasche Bank"

N.V. De Indonesische Overzeese Bank (Indover Bank) was van 1965 tot 2008 een Nederlandse bank met haar hoofdvestiging aan de Stadhouderskade in Amsterdam.
Indover Bank was een volledige dochter van de Bank Indonesia, de centrale bank van Indonesië.

## Geschiedenis
In 1891 werd het kantoor van de Javasche Bank te Amsterdam geopend, dat in 1922 werd omgezet in de Bijbank Javasche Bank, ook wel de Javasche Bank Nederland genoemd. De Indonesische Overzeese Bank is in 1965 opgericht als rechtsopvolger van het Nederlandse filiaal van de Bank Indonesia. De bank zetelde tot 1992 aan de Keizersgracht 664-668 en daarna aan de Stadhouderskade.

## Opheffing
Op 6 oktober 2008 is de noodregeling van toepassing verklaard.
Op 1 december 2008 is de bank failliet verklaard.
Op dat moment hadden rekeninghouders 11 miljoen euro aan tegoeden die vielen onder het depositogarantiestelsel (een maximaal tegoed van € 40.000 kreeg een uitkering van € 38.000 euro).
Door een wijziging in de Indonesische wetgeving in 2004 moest de Bank Indonesia haar dochter vóór 15 januari 2009 verkopen, omdat commerciële activiteiten voortaan waren verboden. De verkoop aan een Indonesische commerciële bank is mislukt.
Een reddingsplan van 546 miljoen euro werd door het Indonesische parlement niet
goedgekeurd. Daarna koos de Bank Indonesia voor liquidatie
van de dochter, maar dat is toch uitgelopen op een faillissement. De curatoren gaven aan dat ze van plan waren om de tekorten op Bank Indonesia te verhalen.